# Solanum amblophyllum
Solanum amblophyllum är en potatisväxtart som beskrevs av William Jackson Hooker. Solanum amblophyllum ingår i släktet skattor som ingår i familjen potatisväxter. Inga underarter finns listade i Catalogue of Life.